# Tirzepatid
Tirzepatid je antidiabetično zdravilo, ki se uporablja za zdravljenje sladkorne bolezni tipa 2 in debelosti. Uporablja se v obliki subkutane (podkožne) injekcije. V Evropski uniji in Združenih državah Amerike je na trgu pod zaščitenim imenom Mounjaro za zdravljenje sladkorne bolezni, v Evropski uniji pa pod istim imenom tudi za obvladovanje prekomerne telesne mase in debelosti. V Združenih državah Amerike je za zdravljenje prekomerne telesne mase in debelosti na trgu pod zaščitenim imenom Zepbound.
Je prvi dvojni agonist receptorja za glukagonu podobni peptid 1 (GLP-1) in receptorja za od glukoze odvisni inzulinotropni polipeptid (GIP). Njegovi najpogostejši neželeni učinki so slabost, bruhanje, driska, zmanjšanje apetita, zaprtje, neugoden občutek v zgornjem predelu trebuha in bolečina v trebuhu.
Razvilo ga je farmacevtsko podjetje Eli Lilly and Company. Za zdravljenje debelosti so ga v ZDA odobrili maja 2022, v Evropski uniji septembra 2022, v Kanadi novembra 2022, v  Avstraliji pa decembra 2022. Ameriška Uprava za hrano in zdravila (FDA) mu je dodelila status prve učinkovine v svoji skupini. Za zdravljenje debelosti so ga v ZDA odobrili novembra 2023. Istega meseca je indikacijo debelosti odobrila tudi britanska agencija za zdravila. Decembra 2024 je FDA odobril tudi zdravljenje obstruktivne spalne apneje.

## Klinična uporaba
Tirzepatid (pod zaščitenim imenom Mounjaro) je v Evropski uniji odobren za:
- zdravljenje neurejene sladkorne bolezni tipa 2 pri odraslih bolnikih,
- za obvladovanje telesne mase (za izgubo telesne mase ali vzdrževanje dosežene telesne mase) pri bolnikih z:
  - debelostjo (z indeksom telesne mase vsaj 30 kg/m2) ali
  - prekomerno telesno maso (z indeksom telesne mase med 27 in 30 kg/m2) in prisotno vsaj eno pridruženo boleznijo, povezano s prekomerno telesno maso (med drugim tudi obstruktivno spalno apnejo).

V Združenih državah Amerike je tirzepatid za indikacijo zdravljenja debelosti na trgu pod drugačnim zaščitenim imenom (Zepbound). Zepbound je v ZDA odobren tudi za zdravljenje zmerne do hude obstruktivne spalne apneje pri bolnikih z debelostjo.

## Neželeni učinki
Varnostni profil tirzepatida je podoben profilu agonistov receptorjev GLP-1 (kot sta liraglutid in semaglutid). Najpogostejši neželeni učinki so prebavne težave (slabost, bruhanje, driska, zmanjšanje apetita, zaprtje, neugoden občutek v zgornjem predelu trebuha in bolečina v trebuhu), ki so običajno blagi do zmerni, prehodni in odvisni od odmerka. Neželeni učinki na prebavila lahko privedejo do izsušitve (dehidracije), na kar morajo biti pozorni zlasti starejši bolniki. Ne povečuje tveganja za pojav hipoglikemij.
Zdravila niso preučevali pri bolnikih z akutnim pankreatitisom v svoji anamnezi. Pri bolnikih, ki so prejemali tirzepatid, so poročali o primerih akutnega pankreatitisa. Sistematski pregled raziskav iz leta 2024 pa je pokazal, da tirzepatid ni povezan z nastankom pankreatitisa in da ga nolniki nasploh dobro prenašajo. V primeru pojava akutnega pankreatitisa je treba zdravljenje s tirzepatidom nemudoma prekiniti.

## Mehanizem delovanja
Tirzepatid je dvojni agonist, in sicer se veže tako na receptorje za od glukoze odvisni inzulinotropni polipeptid (GIP) kot tudi na receptorje za glukagonu podobni peptid 1 (GLP-1) ter jih hkrati aktivira. Na receptorje za GIP se veže s podobno afiniteto kot naravni hormon GIP, na receptorje za GLP-1 pa s petkrat manjšo afiniteto. Spodbuja izločanje inzulina iz trebušne slinavke in tako znižuje hiperglikemijo (povišan krvni sladkor). Zvišuje tudi ravni adiponektina, peptidnega hormona maščevja, ki uravnava presnovo glukoze in lipidov. Zaradi dvojnega agonističnega delovanja ima statistično značilno večji vpliv na znižanje hiperglikemije in zaviranje apetita kot učinkovine, ki so le agonisti GLP-1.

## Kemijske lastnosti
Tirzepatid je sintezni linearni peptid z molekulsko maso 4813 Da. Sestavljen je iz verige 39 aminokislin, ki temeljijo na zaporedju naravnega hormona GIP. Linearni peptid tirzepatida je kovalentno vezan z delom maščobne dikisline C20 na stranski verigi aminokisline Lys20. Stranska veriga maščobnih kislin omogoča vezavo učinkovine na albumin, kar upočasni njeno encimsko razgradnjo in podaljša razpolovni čas učinkovine, kar posledično omogoča manj pogostno odmerjanje.